# Monts Rodna
Les monts Rodna (Munții Rodnei en roumain et Radnai-havasok en hongrois) font partie des Carpates orientales dans le Nord de la Roumanie. Leur plus haut sommet, Pietrosul Rodnei, atteint 2 303 mètres d'altitude. La chaîne s'étend sur environ 50 kilomètres en longueur et 35 kilomètres en largeur, avec un versant septentrional plus escarpé. Il possède quelques lacs alpestres et quelques grottes notables, dont Peștera Izvorul Tăușoarelor (ro), la grotte la plus profonde de Roumanie (479 mètres) et Jgheabul lui Zalion (242 mètres).

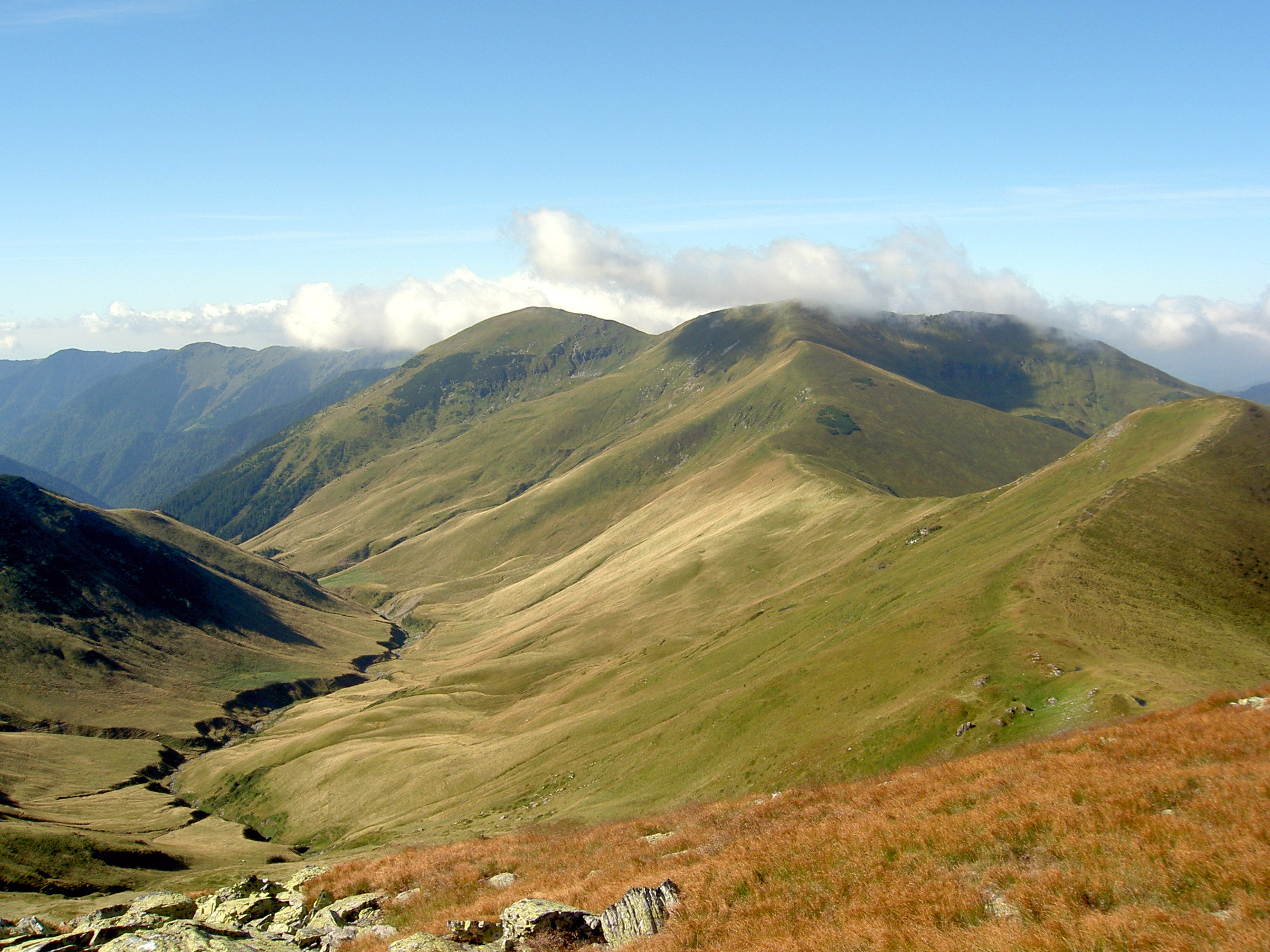
Vue des monts Rodna